# Hubera hirta
Hubera hirta är en kirimojaväxtart som först beskrevs av Friedrich Anton Wilhelm Miquel, och fick sitt nu gällande namn av Chaowasku. Hubera hirta ingår i släktet Hubera och familjen kirimojaväxter. Inga underarter finns listade i Catalogue of Life.